# Transaminaza
Transaminaze ili aminotransferaze su enzimi koji katalizuju reakciju transaminacije između aminokiselina i α-ketokiselina. Oni su važni za sintezu aminokiselina, iz kojih se formiraju proteini.

## Funkcija i mehanizam
Aminokiselina sadrži amino ({\displaystyle {\ce {NH2}}}) grupu. Keto kiselina sadrži keto ({\displaystyle {\ce {=O}}}) group. U transaminaciji, {\displaystyle {\ce {NH2}}} grupa sa jednog molekula se zamenjuje sa {\displaystyle {\ce {=O}}} grupom drugog molekula. Aminokiselina postaje ketokiselina, i ketokiselina postaje aminokiselina.
Većina transaminaza su proteinski enzimi. Međutim, za neke transaminacione aktivnosti ribozoma je utvrđeno da su katalizovane ribozimima (RNK enzimima). Primeri toga su hamerhed ribozim, VS ribozim i ukosnični ribozim.
Za dejstvo transaminaza je neophodan koenzim piridoksal-fosfat, koji se konvertuje u piridoksamin u prvoj fazi reakcije, kad se aminokiselina konvertuje u ketokiselinu. Piridoksamin vezan za enzime reaguje sa piruvatom, oksaloacetatom, ili alfa-ketoglutaratom, pri čemu se formira alanin, aspartična kiselina, ili glutaminska kiselina, respektivno. Mnoge reakcije transaminacije se odvijaju u tkivima posredstvom transaminaze specifične za dati amino/ketokiselinski par. Reakcije su lako reverzibilne, a smer je određen viškom prisutnog reaktanta. Specifični enzimi su imenovani po jednom od reaktanata para, npr. reakcija između glutaminske kiseline i piruvinske kiseline kojom se formira alfa-ketoglutarna kiselina i alanin je posredovana glutaminsko-piruvinskom transaminazom ili GPT skraćeno.
Aktivnosti tkivne transaminaze se mogu ispitati putem inkubacije homogenata sa raznim amino/keto parovima kiselina. Transaminacija je demonstrirana ako se korespondirajuća nova aminokiseline i ketokiselina formiraju, što se može odrediti hromatografijom na papiru. Reverzibilnost se demonstrira koristeći komplementarni par keto/aminokiseline kao početne reakctante. 

## Literatura
- Ghany, Marc & Hoofnagle, Jay H. (2005). Approach to the Patient With Liver Disease. In Dennis L. Kasper, Anthony S. Fauci, Dan L. Longo, Eugene Braunwald, Stephen L. Hauser, & J. Larry Jameson (Eds.), Harrison's Principles of Internal Medicine (16th Edition), pp. 1814–1815. New York: McGraw-Hill.
- Nelson, David L. & Cox, Michael M. (2000). Lehninger Principles of Biochemistry (3rd ed.), pp. 628–631, 634,  828–830. New York: Worth Publishers.

## Spoljašnje veze
- Transaminases на 